# Plan A
Plan A was een burgerbeweging uit Antwerpen die in 2015 werd opgericht, maar pas naar buiten kwam in 2017. Plan A werd opgericht door een 15-tal mensen, waaronder Ciska Hoet, Sarah El Massaouidi en Wietse Vermeulen.
Plan A wilde zich bezighouden met het mee in handen nemen van Antwerpen om er een leefbare, menselijke, duurzame en gezonde stad van te maken en hierover ideeën aan te leveren aan het stadsbestuur, in aanloop naar de gemeenteraadsverkiezingen van 2018.

## Steun
Het initiatief werd gesteund door: 11.11.11, Ademloos, Al Ikram, Antwerps Kunsten Overleg, Antwerpen aan ‘t Woord, Freehands, AP Hogeschool, Ringland, AROSA (Noord-Zuid-platform Antwerpen), Uit De Marge, Behoud de Begeerte, Beweging.net, BOEH, Buurderij De Roma, Laika, Chirojeugd Vlaanderen, De Roma, De Veerman, Doek vzw, Elcker-Ik Centrum, Expohuis, Extra City Kunsthal, Fietsersbond, Femma, FMV, Theater Froe Froe, Gymnarte, Hand in Hand, Hart boven Hard, Het zoekend hert, JES, JNM Antwerpen, Karamah EU, KdG – Sociaal Werk, KRAS, MartHA!tentatief, Oxfam-Wereldwinkels, rector UAntwerpen, Samenlevingsopbouw, Antwerp for Palestine Steunproject vzw, stRaten-Generaal, Voedselteams, V.O.E.M vzw, Vorminplus Antwerpen, Universiteit Algemeen Belang, ‘t Werkhuys, Wilde Vlechten.